# Villanueva del Rey
Villanueva del Rey is een gemeente in de Spaanse provincie Córdoba in de regio Andalusië met een oppervlakte van 216 km². Villanueva del Rey telt 1.088 inwoners (1 januari 2016).

## Demografische ontwikkeling
Bron: INE, 1857-2011: volkstellingen